# Irrigatore
L'irrigatore è un dispositivo meccanico che sfrutta la pressione dell'acqua. È usato nelle aziende agricole, campi da golf, e cortili, per fornire acqua per la vegetazione e le piante in caso di siccità, ma anche all' interno degli edifici come antincendio.

## Tipi di irrigatori
- A impatto o battente
- Dinamico
- Statico
- Semovente